# Факірмохан Сенапаті
Факірмохан Сенапаті (*ଫକିର ମୋହନ ସେନାପତ, 13 січня 1843 —14 червня 1918) — індійський державний службовець, письменник-романіст, поет, філософ, соціальний активіст. Є творцем літературної мови орія.

## Життєпис
Походив з робітничої родини. Здобув у рідному місті Баласор початкову освіту. Факірмохан був робітником, писарем, солдатом, адміністратором, видавцем, головним міністром (девані) кількох великих і малих князівств. Водночас розширював свої знання. Згодом стає просвітником. Користуючись своїми можливостями як міністра багато в чому сприяв розвитку мови орія. Став подвижником культурного будівництва в Оріссі, творцем літератури, зверненої до народних мас.

## Творчість
Основний внесок у літературу орія він вніс своїми розповідями і романами. У збірці «Кілька оповідань» («Галпа-свалпа») героями виступають жителі сіл і міст, селяни, ремісники, бродяги, клерки, відлюдники.
Факірмохан став засновників жанрів соціального та історичного роману в літературі орія. Центральною темою творів була людина у його соціальному, побутовому, моральному бутті. Серед його соціальних романів найбільш відомі «Шість Бігха і вісім п'ядей» (1902 рік), «Спокута», «Дядечко». Перший з них присвячений трагічній долі селянського подружжя, яка стає жертвою сільського лихваря. У ньому показано драматичне зіткнення традиційних патріархальних і нових, хижацьких форм економічного життя.
Факірмохан, звертаючись до історичної теми, залишається вірний своєму соціальному пафосу: події історичного роману «Лочхама» (про згубні наслідки боротьби між афганськими і маратхськими військами на територіях Бенгалії і Орісси) показані у трагічній долі простої сільської жінки.
У 1892 році написав велику віршовану поему «Уткала Бхраманам» («Подорож Оріссою»), яка є сатирою на стан справ в орісському суспільстві.